# Massacres de Solhan e Tadaryat
Os Massacres de Solhan e Tadaryat ocorreram em 4 e 5 de junho de 2021, no contexto da insurreição jihadista no Burkina Faso, quando os insurgentes atacaram as aldeias Solhan e Tadaryat na província de Yagha em Burkina Faso. Os massacres deixaram pelo menos 174 mortos. Os insurgentes têm atacado a região do Sahel, ao longo das fronteiras com o Mali, desde que os islamistas capturaram partes do Mali em 2013. 

## Ataques
Na noite de 4 de junho de 2021, 13 civis e um soldado foram mortos em um ataque no vilarejo de Tadaryat, localizado 150 km (93 milhas) ao norte de Solhan.  Os agressores também assaltaram motocicletas e gado da comunidade. 
Horas depois, na madrugada de 5 de junho de 2021, os insurgentes atacaram a aldeia de Solhan matando pelo menos 160 civis, incluindo 20 crianças, e ferindo outras 40.  Por volta das 2 da manhã, os agressores, montados em cerca de 20 motocicletas, alvejaram primeiro os Voluntários para a Defesa da Pátria (VDP), uma força de defesa civil anti-jihadista, antes de incendiarem casas e um mercado.  Uma mina próxima também foi atacada, já que Solhan é um centro de mineração de ouro.  Os atacantes partiram por volta do amanhecer, cerca de três horas antes das forças de resposta da polícia chegarem à aldeia.  Antes de se retirarem, os agressores deixaram diversos artefatos explosivos improvisados nas estradas que levam à aldeia. Estes, seriam desarmados por engenheiros do exército burquinense nos dias seguintes. 
Acredita-se que os ataques tenham sido os mais mortíferos em Burkina Faso em cinco anos.  Muitos dos sobreviventes fugiram para Sebba, capital da província de Yagha, cerca de 15 quilômetros (9,3 milhas) de Solhan.  Os mortos de Solhan foram sepultados em três valas comuns por residentes locais. 

## Resposta
O governo culpou os terroristas pelo ataque; entretanto, nenhum grupo reivindicou a responsabilidade pelo massacre.  O presidente, Roch Kaboré, emitiu um comunicado de condolências sobre o atentado afirmando; "Eu me curvo diante da memória das centenas de civis mortos neste ataque bárbaro e estendo minhas condolências às famílias das vítimas."  Kaboré cancelou uma viagem planejada para Lomé, Togo, por causa dos incidentes. 
Um período de luto nacional de 72 horas foi declarado pelo governo.  Algumas mulheres no país planejaram vestir-se totalmente de branco em 7 de junho de 2021 como um sinal de respeito pelos mortos.  A Polícia Nacional Burquinense redistribuiu unidades em resposta aos massacres e em antecipação a novos ataques. 
António Guterres, secretário-geral das Nações Unidas afirmou estar "indignado" com os atentados.  O Papa Francisco mencionou o massacre de Solhan em suas orações do Angelus e afirmou que a África precisa de paz e não de violência. 